# Europees kampioenschap voetbal 2008 (Groep C) Roemenië - Frankrijk
Dit artikel gaat over de wedstrijd in de groepsfase in groep C tussen Roemenië en Frankrijk gespeeld op 9 juni 2008 tijdens het Europees kampioenschap voetbal 2008.

## Voorafgaand aan de wedstrijd
- Zowel spits Thierry Henry als Franck Ribéry heeft last van fysieke ongemakken. Henry heeft last van een beknelde zenuw en Ribéry van een enkelblessure, opgelopen in een oefenduel tegen Colombia[1].

## Wedstrijdgegevens

De basisopstellingen van beide landen.

| Datum                | 9 juni 2008                                     | 9 juni 2008                                     |
| Stadion              | Letzigrund, Zürich, Zwitserland                 | Letzigrund, Zürich, Zwitserland                 |
| Toeschouwers         | 30.000                                          | 30.000                                          |
| Scheidsrechter       | Manuel Mejuto González                          | Manuel Mejuto González                          |
| Assistenten          | Juan Carlos Yuste Jimenez Jesus Calvo Guadamuro | Juan Carlos Yuste Jimenez Jesus Calvo Guadamuro |
| Vierde man           | Olegário Benquerença                            | Olegário Benquerença                            |
| Vijfde man           | Darren Cann                                     | Darren Cann                                     |
| UEFA Official        | Liutauras Varanavičius                          | Liutauras Varanavičius                          |
| Man van de wedstrijd | Claude Makélélé                                 | Claude Makélélé                                 |
|                      | Roemenië                                        | Frankrijk                                       |
| Doelpunten           | 0                                               | 0                                               |
| Gele kaarten         | 3                                               | 1                                               |
| Rode kaarten         | 0                                               | 0                                               |
| Wissels              | 3                                               | 2                                               |
| Schoten op doel      | 0                                               | 1                                               |
| Schoten naast doel   | 4                                               | 8                                               |
| Overtredingen        | 17                                              | 22                                              |
| Hoekschoppen         | 3                                               | 3                                               |
| Buitenspel           | 1                                               | 1                                               |
| Vrije trappen        | 23                                              | 20                                              |
| Strafschoppen        | 0                                               | 0                                               |
| Balbezit (tijd)      | 29'46"                                          | 35'8"                                           |
| Balbezit (%)         | 45                                              | 55                                              |

| Roemenië | 0 – 0           | Frankrijk |
| | goals (assists) | |
| Victor Pițurcă | bondscoach      | Raymond Domenech |
| Bogdan Lobonț Cosmin Contra Răzvan Raț Gabriel Tamaș Cristian Chivu Mirel Rădoi 90+3' Adrian Mutu 78' Răzvan Cociș 64' Dorin Goian Bănel Nicoliță Daniel Niculae | opstellingen    | Éric Abidal William Gallas Claude Makélélé Florent Malouda 72' Nicolas Anelka 78' Karim Benzema Lilian Thuram Willy Sagnol Jérémy Toulalan Franck Ribéry Grégory Coupet |
| Paul Codrea 64' Marius Niculae 78' Nicolae Dică 90+3' | wissels         | 72' Bafétimbi Gomis 78' Samir Nasri |
| Daniel Niculae 27' | gele kaarten    | 51' Willy Sagnol |
| Cosmin Contra 40' |                 | |
| Dorin Goian 43' |                 | |
| | rode kaarten    | |

## Trivia
- Aan Roemeense zijde werden er in totaal meer kilometers afgelegd dan aan Franse zijde: de Roemenen liepen in totaal ruim 110 kilometer terwijl de Franse slechts 104 kilometer aflegde. De speler die het meeste liep aan Roemeense zijde was Bănel Nicoliță (12,241 km), aan Franse zijde was dit Florent Malouda (10,694 km).[2]
- In totaal keken er 2.451.000 mensen naar de live NOS-uitzending van Roemenië-Frankrijk. Dat komt neer op een marktaandeel van 57,7%.[3]

## Overzicht van wedstrijden
| Groepswedstrijden | | | |
| Groep A | Groep B | Groep C | Groep D |
| Zwitserland - Tsjechië Portugal - Turkije Tsjechië - Portugal Zwitserland - Turkije Zwitserland - Portugal Turkije - Tsjechië | Oostenrijk - Kroatië Duitsland - Polen Kroatië - Duitsland Oostenrijk - Polen Oostenrijk - Duitsland Polen - Kroatië | Roemenië - Frankrijk Nederland - Italië Italië - Roemenië Nederland - Frankrijk Nederland - Roemenië Frankrijk - Italië | Spanje - Rusland Griekenland - Zweden Zweden - Spanje Griekenland - Rusland Griekenland - Spanje Rusland - Zweden |
| Kwartfinales | | | |
| Portugal - Duitsland | Kroatië - Turkije | Nederland - Rusland | Spanje - Italië                                                                                                   |
| Halve finales | | | |
| Duitsland - Turkije | Duitsland - Turkije                                                                                                  | Rusland - Spanje | Rusland - Spanje                                                                                                  |
| Finale | | | |
| Duitsland - Spanje | | | |